# Katharina Schroth
Katharina Schroth nasceu (22 de fevereiro de 1894 - 19 de fevereiro de 1985) em Dresden, Alemanha, com escoliose. Ela tentou tratar essa curvatura da coluna em si mesma e desenvolveu um novo conceito de fisioterapia, o tratamento tridimensional da escoliose segundo Katharina Schroth.

## Método Schroth
O método Schroth consiste em correções passivas individuais e correções ativas em grupo, adicionando parâmetros a serem considerados, tais como: percepção da postura, respiração e fortalecimento.
O Método Schroth inclui os ideais de desenrolar, alongar e estabilizar a coluna vertebral num plano tridimensional de sagittal, frontal e transversal.
 Estes fundamentos do Método Schroth olham para a simetria muscular, respiração angular rotacional, e consciência da postura através do alongamento e exercício de certos músculos.
Além da correção da curva, os resultados de um programa Schroth podem incluir:
- Postura melhorada

- Maior estabilidade e força do núcleo

- Respiração mais fácil

- Menos dor

- Melhor padrão e função de movimento geral

- Melhor autogestão e compreensão da coluna vertebral

- Melhor alinhamento da pelve

## Indicação
- A escoliose idiopática do adolescente[8]